# Хікотенкатль II
Хікоте́нкатль (Xīcohténcatl Āxāyacatzin) (1484 — 12 травня 1521) — тласкальський монарх міста-держави Тіцатлан (Тікатлан), військовий діяч, один з чотирьох монархів Тласкали; спочатку бився проти іспанських завойовників, а потім, не зумівши їх здолати, об'єднався з ними з метою розгрому ацтеків і завоювання Теночтітлана.
Спочатку особисто командував тласкальськими військами на полі бою з іспанцями, потім, після укладення миру 7 вересня 1519 року, особисто брав участь в облозі ацтекської столиці. Його відносини з Ернаном Кортесом, однак, залишалися напруженими, і коли в кінці облоги Теночтітлана Хікотенкатль раптово покинув ряди союзної армії, втікши в Тласкалу, то був звинувачений Кортесом у зраді, заарештований і страчений через повішення.
Попри співпрацю з іспанцями, деякі сучасні мексиканські історики вважають Хікотенкатля патріотом батьківщини і відзначають його вміле керівництво тласкальськими військами на ранньому етапі опору іспанцям.
На його честь названо столицю мексиканського штату Тласкала — місто Тласкала-де-Хікотенкатль.